# Tour Down Under 2013
La 15ª edición del Tour Down Under (llamado oficialmente: Santos Tour Down Under), se celebró entre el 22 y el 27 de enero de 2013 en Adelaida y sus alrededores, al sur de Australia. 
La prueba fue la primera carrera del UCI WorldTour 2013. 
La novedad de esta edición fue que la 4.ª etapa se inició sobre hierba, algo inédito según los organizadores en carreras profesionales.
El ganador final fue Tom Slagter (quien además se hizo con una etapa y la clasificación de los jóvenes). Le acompañaron en el podio Javier Moreno (vencedor de la clasificación de la montaña) y Geraint Thomas (que ganó la clasificación de los sprints y del más agresivo debido a que consiguió bonificaciones en la última etapa pasando del quinto al tercer puesto en la clasificación general final), respectivamente.
En la otra clasificación secundaria se impuso el RadioShack Leopard, (equipos) que metió tres corredores entre los 15 primeros clasificados de la clasificación general final.

## Equipos participantes
Tomaron parte en la carrera 19 equipos: los 19 de categoría UCI ProTeam (al ser obligada su participación) excepto el Katusha que fue ascendido a esa categoría semanas después; más una Selección de Australia (con corredores de equipos de los Circuitos Continentales UCI excepto Calvin Watson que era amateur y Damien Howson que en ese momento también era amateur) bajo el nombre de UniSA-Australia. Formando así un pelotón de 133 ciclistas aunque finalmente fueron 132 tras la baja de última hora de Rohan Dennis (Garmin Sharp), con 7 corredores cada equipo (excepto el mencionado Garmin Sharp que salió con 6) de los que acabaron 126. En el People's Choice Classic, que ganó André Greipel, acabaron los 132 que la iniciaron. Los equipos participantes fueron:
| ProTeams (18)- AG2R La Mondiale - Argos-Shimano - Astana - Blanco - BMC Racing Team - Cannondale Pro Cycling - Euskaltel-Euskadi - FDJ - Garmin Sharp - Lampre-Merida - Lotto-Belisol - Movistar Team - Omega Pharma-Quick Step - Orica-GreenEDGE - RadioShack-Leopard - Saxo-Tinkoff - Sky - Vacansoleil-DCM Equipo continental profesional- Katusha translation for headoftableIII_translate index 39 not found- UniSA-Australia |
| |

## Carrera de exhibición

### People's Choice Classic, 20-01-2013:Adelaida(Rymill Park)-Adelaida(Rymill Park), 51 km
Dos días antes del comienzo del Tour Down Under se disputó una clásica de exhibición, no oficial de categoría .NE, en el Rymmil Park de Adelaida, en la que participaron los ciclistas que iniciaron el Tour Down Under. La prueba fue en un circuito de 1,7 km que se recorrió en 30 oportunidades para totalizar 51 km.
El veterano corredor Jens Voigt protagonizó la escapada de la carrera junto al australiano Zak Dempster, pero fueron atrapados por el pelotón a 9 vueltas del final. Durante las vueltas finales, las "locomotoras" del Argos-Shimano y Garmin Sharp fueron superadas por la del Lotto Belisol, que con cinco hombres a la cabeza se encargó de facilitar el trabajo a André Greipel para que ganase al sprint.
| Resultados de la carrera \| Posición \| Ciclista \| Equipo \| Tiempo \| \| -------- \| -------------- \| --------------- \| ---------- \| \| 1 \| André Greipel \| Lotto Belisol \| 1h 04' 01" \| \| 2 \| Matthew Goss \| Orica GreenEDGE \| m.t. \| \| 3 \| Greg Henderson \| Lotto Belisol \| m.t. \| |                |                 |            |
| Posición | Ciclista       | Equipo          | Tiempo     |
| 1 | André Greipel  | Lotto Belisol   | 1h 04' 01" |
| 2 | Matthew Goss   | Orica GreenEDGE | m.t.       |
| 3 | Greg Henderson | Lotto Belisol   | m.t.       |

## Recorrido
El Tour Down Under dispuso de seis etapas para un recorrido total de 758,5 kilómetros, donde se contempla en las cinco primeras etapas algunas dificultades en varios puntos de la carrera. Así mismo, la quinta etapa terminó en la subida final a Willunga Hill con una ascensión de 3,5 kilómetros de longitud y 7% de desnivel, lo que a menudo desempeña un papel decisivo en la carrera. La etapa seis marca el final de la carrera con un circuito urbano por los alrededores del centro de Adelaida.
| Etapa     | Fecha     | Recorrido                | type                   | Distancia (km) | Ganador        | Líder          |
| --------- | --------- | ------------------------ | ---------------------- | -------------- | -------------- | -------------- |
| 1.ª etapa | 22 de ene | McLaren Vale – Lobethal  | etapa llana            | 135            | André Greipel  | André Greipel  |
| 2.ª etapa | 23 de ene | Mount Barker – Rostrevor | etapa escarpada        | 116,5          | Geraint Thomas | Geraint Thomas |
| 3.ª etapa | 24 de ene | Unley – Stirling         | etapa escarpada        | 139            | Tom Slagter    | Geraint Thomas |
| 4.ª etapa | 25 de ene | Modbury – Tanunda        | etapa llana            | 126,5          | André Greipel  | Geraint Thomas |
| 5.ª etapa | 26 de ene | McLaren Vale – Willunga  | etapa de media montaña | 151,5          | Simon Gerrans  | Tom Slagter    |
| 6.ª etapa | 27 de ene | Adelaida – Adelaida      | etapa llana            | 90             | André Greipel  | Tom Slagter    |

## Etapas

### Etapa 1
| McLaren Vale - Lobethal | etapa llana | (135 km) |

| \| Clasificación de la etapa \| Clasificación de la etapa \| Clasificación de la etapa \| Clasificación de la etapa \| Clasificación de la etapa \| \| Ciclista \| Ciclista \| Equipo \| Tiempo \| \| \| ------------------------- \| ------------------------- \| ------------------------- \| ------------------------- \| ------------------------- \| \| 1.º \| André Greipel \| Lotto-Belisol \| 3 h 35 min 24 s \| \| \| 2.º \| Arnaud Démare \| FDJ \| + 0 s \| \| \| 3.º \| Mark Renshaw \| Blanco \| + 0 s \| \| \| 4.º \| Simone Ponzi \| Astana \| + 0 s \| \| \| 5.º \| Steele Von Hoff \| Garmin-Sharp \| + 0 s \| \| \| 6.º \| Roberto Ferrari \| Lampre-Merida \| + 0 s \| \| \| 7.º \| Daniele Pietropolli \| Lampre-Merida \| + 0 s \| \| \| 8.º \| Edvald Boasson Hagen \| Team Sky \| + 0 s \| \| \| 9.º \| José Joaquín Rojas \| Movistar Team \| + 0 s \| \| \| 10.º \| Zakkari Dempster \| NetApp-Endura \| + 0 s \| \| |                      |               |                 |
| |                      |               |                 |
| |                      |               |                 |
| Clasificación de la etapa |                      |               |                 |
| Ciclista | Ciclista             | Equipo        | Tiempo          |
| 1.º | André Greipel        | Lotto-Belisol | 3 h 35 min 24 s |
| 2.º | Arnaud Démare        | FDJ           | + 0 s           |
| 3.º | Mark Renshaw         | Blanco        | + 0 s           |
| 4.º | Simone Ponzi         | Astana        | + 0 s           |
| 5.º | Steele Von Hoff      | Garmin-Sharp  | + 0 s           |
| 6.º | Roberto Ferrari      | Lampre-Merida | + 0 s           |
| 7.º | Daniele Pietropolli  | Lampre-Merida | + 0 s           |
| 8.º | Edvald Boasson Hagen | Team Sky      | + 0 s           |
| 9.º | José Joaquín Rojas   | Movistar Team | + 0 s           |
| 10.º | Zakkari Dempster     | NetApp-Endura | + 0 s           |

| \| Clasificación general \| Clasificación general \| Clasificación general \| Clasificación general \| Clasificación general \| \| Ciclista \| Ciclista \| Equipo \| Tiempo \| \| \| --------------------- \| --------------------- \| ----------------------- \| --------------------- \| --------------------- \| \| 1.º \| André Greipel \| Lotto-Belisol \| 3 h 35 min 14 s \| \| \| 2.º \| Arnaud Démare \| FDJ \| + 4 s \| \| \| 3.º \| Mark Renshaw \| Blanco \| + 6 s \| \| \| 4.º \| Simon Gerrans \| Orica-GreenEDGE \| + 7 s \| \| \| 5.º \| Philippe Gilbert \| BMC Racing Team \| + 7 s \| \| \| 6.º \| Jérôme Pineau \| Omega Pharma-Quick Step \| + 8 s \| \| \| 7.º \| Thomas de Gendt \| Vacansoleil-DCM \| + 8 s \| \| \| 8.º \| Simone Ponzi \| Astana \| + 9 s \| \| \| 9.º \| José Joaquín Rojas \| Movistar Team \| + 9 s \| \| \| 10.º \| Steele Von Hoff \| Garmin-Sharp \| + 10 s \| \| |                    |                         |                 |
| |                    |                         |                 |
| |                    |                         |                 |
| Clasificación general |                    |                         |                 |
| Ciclista | Ciclista           | Equipo                  | Tiempo          |
| 1.º | André Greipel      | Lotto-Belisol           | 3 h 35 min 14 s |
| 2.º | Arnaud Démare      | FDJ                     | + 4 s           |
| 3.º | Mark Renshaw       | Blanco                  | + 6 s           |
| 4.º | Simon Gerrans      | Orica-GreenEDGE         | + 7 s           |
| 5.º | Philippe Gilbert   | BMC Racing Team         | + 7 s           |
| 6.º | Jérôme Pineau      | Omega Pharma-Quick Step | + 8 s           |
| 7.º | Thomas de Gendt    | Vacansoleil-DCM         | + 8 s           |
| 8.º | Simone Ponzi       | Astana                  | + 9 s           |
| 9.º | José Joaquín Rojas | Movistar Team           | + 9 s           |
| 10.º | Steele Von Hoff    | Garmin-Sharp            | + 10 s          |

### Etapa 2
| Mount Barker - Rostrevor | etapa escarpada | (116,5 km) |

| \| Clasificación de la etapa \| Clasificación de la etapa \| Clasificación de la etapa \| Clasificación de la etapa \| Clasificación de la etapa \| \| Ciclista \| Ciclista \| Equipo \| Tiempo \| \| \| ------------------------- \| ------------------------- \| ------------------------- \| ------------------------- \| ------------------------- \| \| 1.º \| Geraint Thomas \| Team Sky \| 2 h 44 min 18 s \| \| \| 2.º \| Javi Moreno Bazán \| Movistar Team \| + 1 s \| \| \| 3.º \| Ben Hermans \| RadioShack-Leopard \| + 1 s \| \| \| 4.º \| Tom Slagter \| Blanco \| + 4 s \| \| \| 5.º \| Tim Wellens \| Lotto-Belisol \| + 4 s \| \| \| 6.º \| Daniele Pietropolli \| Lampre-Merida \| + 4 s \| \| \| 7.º \| Jack Bauer \| Garmin-Sharp \| + 4 s \| \| \| 8.º \| Wilco Kelderman \| Blanco \| + 4 s \| \| \| 9.º \| Ion Izagirre \| Euskaltel Euskadi \| + 4 s \| \| \| 10.º \| George Bennett \| RadioShack-Leopard \| + 4 s \| \| |                     |                    |                 |
| |                     |                    |                 |
| |                     |                    |                 |
| Clasificación de la etapa |                     |                    |                 |
| Ciclista | Ciclista            | Equipo             | Tiempo          |
| 1.º | Geraint Thomas      | Team Sky           | 2 h 44 min 18 s |
| 2.º | Javi Moreno Bazán   | Movistar Team      | + 1 s           |
| 3.º | Ben Hermans         | RadioShack-Leopard | + 1 s           |
| 4.º | Tom Slagter         | Blanco             | + 4 s           |
| 5.º | Tim Wellens         | Lotto-Belisol      | + 4 s           |
| 6.º | Daniele Pietropolli | Lampre-Merida      | + 4 s           |
| 7.º | Jack Bauer          | Garmin-Sharp       | + 4 s           |
| 8.º | Wilco Kelderman     | Blanco             | + 4 s           |
| 9.º | Ion Izagirre        | Euskaltel Euskadi  | + 4 s           |
| 10.º | George Bennett      | RadioShack-Leopard | + 4 s           |

| \| Clasificación general \| Clasificación general \| Clasificación general \| Clasificación general \| Clasificación general \| \| Ciclista \| Ciclista \| Equipo \| Tiempo \| \| \| --------------------- \| --------------------- \| --------------------- \| --------------------- \| --------------------- \| \| 1.º \| Geraint Thomas \| Team Sky \| 6 h 19 min 32 s \| \| \| 2.º \| Javi Moreno Bazán \| Movistar Team \| + 5 s \| \| \| 3.º \| Ben Hermans \| RadioShack-Leopard \| + 7 s \| \| \| 4.º \| Daniele Pietropolli \| Lampre-Merida \| + 14 s \| \| \| 5.º \| Tom Slagter \| Blanco \| + 14 s \| \| \| 6.º \| Ion Izagirre \| Euskaltel Euskadi \| + 14 s \| \| \| 7.º \| Gorka Izagirre \| Euskaltel Euskadi \| + 14 s \| \| \| 8.º \| Tim Wellens \| Lotto-Belisol \| + 14 s \| \| \| 9.º \| Jack Bauer \| Garmin-Sharp \| + 14 s \| \| \| 10.º \| Tiago Machado \| RadioShack-Leopard \| + 14 s \| \| |                     |                    |                 |
| |                     |                    |                 |
| |                     |                    |                 |
| Clasificación general |                     |                    |                 |
| Ciclista | Ciclista            | Equipo             | Tiempo          |
| 1.º | Geraint Thomas      | Team Sky           | 6 h 19 min 32 s |
| 2.º | Javi Moreno Bazán   | Movistar Team      | + 5 s           |
| 3.º | Ben Hermans         | RadioShack-Leopard | + 7 s           |
| 4.º | Daniele Pietropolli | Lampre-Merida      | + 14 s          |
| 5.º | Tom Slagter         | Blanco             | + 14 s          |
| 6.º | Ion Izagirre        | Euskaltel Euskadi  | + 14 s          |
| 7.º | Gorka Izagirre      | Euskaltel Euskadi  | + 14 s          |
| 8.º | Tim Wellens         | Lotto-Belisol      | + 14 s          |
| 9.º | Jack Bauer          | Garmin-Sharp       | + 14 s          |
| 10.º | Tiago Machado       | RadioShack-Leopard | + 14 s          |

### Etapa 3
| Unley - Stirling | etapa escarpada | (139 km) |

| \| Clasificación de la etapa \| Clasificación de la etapa \| Clasificación de la etapa \| Clasificación de la etapa \| Clasificación de la etapa \| \| Ciclista \| Ciclista \| Equipo \| Tiempo \| \| \| ------------------------- \| ------------------------- \| ------------------------- \| ------------------------- \| ------------------------- \| \| 1.º \| Tom Slagter \| Blanco \| 3 h 36 min 46 s \| \| \| 2.º \| Matthew Goss \| Orica-GreenEDGE \| + 0 s \| \| \| 3.º \| Philippe Gilbert \| BMC Racing Team \| + 0 s \| \| \| 4.º \| Geraint Thomas \| Team Sky \| + 0 s \| \| \| 5.º \| Giovanni Visconti \| Movistar Team \| + 0 s \| \| \| 6.º \| Javi Moreno Bazán \| Movistar Team \| + 0 s \| \| \| 7.º \| Simone Ponzi \| Astana \| + 0 s \| \| \| 8.º \| Daniele Pietropolli \| Lampre-Merida \| + 0 s \| \| \| 9.º \| Ivan Santaromita \| BMC Racing Team \| + 0 s \| \| \| 10.º \| Gorka Izagirre \| Euskaltel Euskadi \| + 0 s \| \| |                     |                   |                 |
| |                     |                   |                 |
| |                     |                   |                 |
| Clasificación de la etapa |                     |                   |                 |
| Ciclista | Ciclista            | Equipo            | Tiempo          |
| 1.º | Tom Slagter         | Blanco            | 3 h 36 min 46 s |
| 2.º | Matthew Goss        | Orica-GreenEDGE   | + 0 s           |
| 3.º | Philippe Gilbert    | BMC Racing Team   | + 0 s           |
| 4.º | Geraint Thomas      | Team Sky          | + 0 s           |
| 5.º | Giovanni Visconti   | Movistar Team     | + 0 s           |
| 6.º | Javi Moreno Bazán   | Movistar Team     | + 0 s           |
| 7.º | Simone Ponzi        | Astana            | + 0 s           |
| 8.º | Daniele Pietropolli | Lampre-Merida     | + 0 s           |
| 9.º | Ivan Santaromita    | BMC Racing Team   | + 0 s           |
| 10.º | Gorka Izagirre      | Euskaltel Euskadi | + 0 s           |

| \| Clasificación general \| Clasificación general \| Clasificación general \| Clasificación general \| Clasificación general \| \| Ciclista \| Ciclista \| Equipo \| Tiempo \| \| \| --------------------- \| --------------------- \| --------------------- \| --------------------- \| --------------------- \| \| 1.º \| Geraint Thomas \| Team Sky \| 9 h 56 min 17 s \| \| \| 2.º \| Tom Slagter \| Blanco \| + 5 s \| \| \| 3.º \| Javi Moreno Bazán \| Movistar Team \| + 6 s \| \| \| 4.º \| Ben Hermans \| RadioShack-Leopard \| + 8 s \| \| \| 5.º \| Daniele Pietropolli \| Lampre-Merida \| + 15 s \| \| \| 6.º \| Ion Izagirre \| Euskaltel Euskadi \| + 15 s \| \| \| 7.º \| Gorka Izagirre \| Euskaltel Euskadi \| + 15 s \| \| \| 8.º \| George Bennett \| RadioShack-Leopard \| + 15 s \| \| \| 9.º \| Jack Bauer \| Garmin-Sharp \| + 15 s \| \| \| 10.º \| Wilco Kelderman \| Blanco \| + 15 s \| \| |                     |                    |                 |
| |                     |                    |                 |
| |                     |                    |                 |
| Clasificación general |                     |                    |                 |
| Ciclista | Ciclista            | Equipo             | Tiempo          |
| 1.º | Geraint Thomas      | Team Sky           | 9 h 56 min 17 s |
| 2.º | Tom Slagter         | Blanco             | + 5 s           |
| 3.º | Javi Moreno Bazán   | Movistar Team      | + 6 s           |
| 4.º | Ben Hermans         | RadioShack-Leopard | + 8 s           |
| 5.º | Daniele Pietropolli | Lampre-Merida      | + 15 s          |
| 6.º | Ion Izagirre        | Euskaltel Euskadi  | + 15 s          |
| 7.º | Gorka Izagirre      | Euskaltel Euskadi  | + 15 s          |
| 8.º | George Bennett      | RadioShack-Leopard | + 15 s          |
| 9.º | Jack Bauer          | Garmin-Sharp       | + 15 s          |
| 10.º | Wilco Kelderman     | Blanco             | + 15 s          |

### Etapa 4
| Modbury - Tanunda | etapa llana | (126,5 km) |

| \| Clasificación de la etapa \| Clasificación de la etapa \| Clasificación de la etapa \| Clasificación de la etapa \| Clasificación de la etapa \| \| Ciclista \| Ciclista \| Equipo \| Tiempo \| \| \| ------------------------- \| ------------------------- \| ------------------------- \| ------------------------- \| ------------------------- \| \| 1.º \| André Greipel \| Lotto-Belisol \| 3 h 02 min 52 s \| \| \| 2.º \| Roberto Ferrari \| Lampre-Merida \| + 0 s \| \| \| 3.º \| Jonathan Cantwell \| Saxo-Tinkoff \| + 0 s \| \| \| 4.º \| Andrew Fenn \| Omega Pharma-Quick Step \| + 0 s \| \| \| 5.º \| Barry Markus \| Vacansoleil-DCM \| + 0 s \| \| \| 6.º \| Marcel Kittel \| Argos-Shimano \| + 0 s \| \| \| 7.º \| Mark Renshaw \| Blanco \| + 0 s \| \| \| 8.º \| Kenny van Hummel \| Vacansoleil-DCM \| + 0 s \| \| \| 9.º \| Arnaud Démare \| FDJ \| + 0 s \| \| \| 10.º \| Klaas Lodewyck \| BMC Racing Team \| + 0 s \| \| |                   |                         |                 |
| |                   |                         |                 |
| |                   |                         |                 |
| Clasificación de la etapa |                   |                         |                 |
| Ciclista | Ciclista          | Equipo                  | Tiempo          |
| 1.º | André Greipel     | Lotto-Belisol           | 3 h 02 min 52 s |
| 2.º | Roberto Ferrari   | Lampre-Merida           | + 0 s           |
| 3.º | Jonathan Cantwell | Saxo-Tinkoff            | + 0 s           |
| 4.º | Andrew Fenn       | Omega Pharma-Quick Step | + 0 s           |
| 5.º | Barry Markus      | Vacansoleil-DCM         | + 0 s           |
| 6.º | Marcel Kittel     | Argos-Shimano           | + 0 s           |
| 7.º | Mark Renshaw      | Blanco                  | + 0 s           |
| 8.º | Kenny van Hummel  | Vacansoleil-DCM         | + 0 s           |
| 9.º | Arnaud Démare     | FDJ                     | + 0 s           |
| 10.º | Klaas Lodewyck    | BMC Racing Team         | + 0 s           |

| \| Clasificación general \| Clasificación general \| Clasificación general \| Clasificación general \| Clasificación general \| \| Ciclista \| Ciclista \| Equipo \| Tiempo \| \| \| --------------------- \| --------------------- \| --------------------- \| --------------------- \| --------------------- \| \| 1.º \| Geraint Thomas \| Team Sky \| 12 h 59 min 09 s \| \| \| 2.º \| Tom Slagter \| Blanco \| + 5 s \| \| \| 3.º \| Javi Moreno Bazán \| Movistar Team \| + 6 s \| \| \| 4.º \| Ben Hermans \| RadioShack-Leopard \| + 8 s \| \| \| 5.º \| Gorka Izagirre \| Euskaltel Euskadi \| + 15 s \| \| \| 6.º \| Ion Izagirre \| Euskaltel Euskadi \| + 15 s \| \| \| 7.º \| Jack Bauer \| Garmin-Sharp \| + 15 s \| \| \| 8.º \| Tiago Machado \| RadioShack-Leopard \| + 15 s \| \| \| 9.º \| Adam Hansen \| Lotto-Belisol \| + 15 s \| \| \| 10.º \| George Bennett \| RadioShack-Leopard \| + 15 s \| \| |                   |                    |                  |
| |                   |                    |                  |
| |                   |                    |                  |
| Clasificación general |                   |                    |                  |
| Ciclista | Ciclista          | Equipo             | Tiempo           |
| 1.º | Geraint Thomas    | Team Sky           | 12 h 59 min 09 s |
| 2.º | Tom Slagter       | Blanco             | + 5 s            |
| 3.º | Javi Moreno Bazán | Movistar Team      | + 6 s            |
| 4.º | Ben Hermans       | RadioShack-Leopard | + 8 s            |
| 5.º | Gorka Izagirre    | Euskaltel Euskadi  | + 15 s           |
| 6.º | Ion Izagirre      | Euskaltel Euskadi  | + 15 s           |
| 7.º | Jack Bauer        | Garmin-Sharp       | + 15 s           |
| 8.º | Tiago Machado     | RadioShack-Leopard | + 15 s           |
| 9.º | Adam Hansen       | Lotto-Belisol      | + 15 s           |
| 10.º | George Bennett    | RadioShack-Leopard | + 15 s           |

### Etapa 5
| McLaren Vale - Willunga | etapa de media montaña | (151,5 km) |

| \| Clasificación de la etapa \| Clasificación de la etapa \| Clasificación de la etapa \| Clasificación de la etapa \| Clasificación de la etapa \| \| Ciclista \| Ciclista \| Equipo \| Tiempo \| \| \| ------------------------- \| ------------------------- \| ------------------------- \| ------------------------- \| ------------------------- \| \| 1.º \| Simon Gerrans \| Orica-GreenEDGE \| 3 h 36 min 25 s \| \| \| 2.º \| Tom Slagter \| Blanco \| + 0 s \| \| \| 3.º \| Javi Moreno Bazán \| Movistar Team \| + 10 s \| \| \| 4.º \| Ion Izagirre \| Euskaltel Euskadi \| + 12 s \| \| \| 5.º \| Tiago Machado \| RadioShack-Leopard \| + 13 s \| \| \| 6.º \| Wilco Kelderman \| Blanco \| + 16 s \| \| \| 7.º \| Gorka Izagirre \| Euskaltel Euskadi \| + 16 s \| \| \| 8.º \| Rafa Valls \| Vacansoleil-DCM \| + 16 s \| \| \| 9.º \| Daniele Pietropolli \| Lampre-Merida \| + 16 s \| \| \| 10.º \| Ben Hermans \| RadioShack-Leopard \| + 16 s \| \| |                     |                    |                 |
| |                     |                    |                 |
| |                     |                    |                 |
| Clasificación de la etapa |                     |                    |                 |
| Ciclista | Ciclista            | Equipo             | Tiempo          |
| 1.º | Simon Gerrans       | Orica-GreenEDGE    | 3 h 36 min 25 s |
| 2.º | Tom Slagter         | Blanco             | + 0 s           |
| 3.º | Javi Moreno Bazán   | Movistar Team      | + 10 s          |
| 4.º | Ion Izagirre        | Euskaltel Euskadi  | + 12 s          |
| 5.º | Tiago Machado       | RadioShack-Leopard | + 13 s          |
| 6.º | Wilco Kelderman     | Blanco             | + 16 s          |
| 7.º | Gorka Izagirre      | Euskaltel Euskadi  | + 16 s          |
| 8.º | Rafa Valls          | Vacansoleil-DCM    | + 16 s          |
| 9.º | Daniele Pietropolli | Lampre-Merida      | + 16 s          |
| 10.º | Ben Hermans         | RadioShack-Leopard | + 16 s          |

| \| Clasificación general \| Clasificación general \| Clasificación general \| Clasificación general \| Clasificación general \| \| Ciclista \| Ciclista \| Equipo \| Tiempo \| \| \| --------------------- \| --------------------- \| --------------------- \| --------------------- \| --------------------- \| \| 1.º \| Tom Slagter \| Blanco \| 16 h 35 min 33 s \| \| \| 2.º \| Javi Moreno Bazán \| Movistar Team \| + 13 s \| \| \| 3.º \| Ben Hermans \| RadioShack-Leopard \| + 25 s \| \| \| 4.º \| Ion Izagirre \| Euskaltel Euskadi \| + 28 s \| \| \| 5.º \| Geraint Thomas \| Team Sky \| + 29 s \| \| \| 6.º \| Tiago Machado \| RadioShack-Leopard \| + 29 s \| \| \| 7.º \| Gorka Izagirre \| Euskaltel Euskadi \| + 32 s \| \| \| 8.º \| Daniele Pietropolli \| Lampre-Merida \| + 32 s \| \| \| 9.º \| Wilco Kelderman \| Blanco \| + 32 s \| \| \| 10.º \| Jussi Veikkanen \| FDJ \| + 37 s \| \| |                     |                    |                  |
| |                     |                    |                  |
| |                     |                    |                  |
| Clasificación general |                     |                    |                  |
| Ciclista | Ciclista            | Equipo             | Tiempo           |
| 1.º | Tom Slagter         | Blanco             | 16 h 35 min 33 s |
| 2.º | Javi Moreno Bazán   | Movistar Team      | + 13 s           |
| 3.º | Ben Hermans         | RadioShack-Leopard | + 25 s           |
| 4.º | Ion Izagirre        | Euskaltel Euskadi  | + 28 s           |
| 5.º | Geraint Thomas      | Team Sky           | + 29 s           |
| 6.º | Tiago Machado       | RadioShack-Leopard | + 29 s           |
| 7.º | Gorka Izagirre      | Euskaltel Euskadi  | + 32 s           |
| 8.º | Daniele Pietropolli | Lampre-Merida      | + 32 s           |
| 9.º | Wilco Kelderman     | Blanco             | + 32 s           |
| 10.º | Jussi Veikkanen     | FDJ                | + 37 s           |

### Etapa 6
| Adelaida - Adelaida | etapa llana | (90 km) |

| \| Clasificación de la etapa \| Clasificación de la etapa \| Clasificación de la etapa \| Clasificación de la etapa \| Clasificación de la etapa \| \| Ciclista \| Ciclista \| Equipo \| Tiempo \| \| \| ------------------------- \| ------------------------- \| ------------------------- \| ------------------------- \| ------------------------- \| \| 1.º \| André Greipel \| Lotto-Belisol \| 1 h 52 min 59 s \| \| \| 2.º \| Mark Renshaw \| Blanco \| + 0 s \| \| \| 3.º \| Edvald Boasson Hagen \| Team Sky \| + 0 s \| \| \| 4.º \| Matthew Goss \| Orica-GreenEDGE \| + 0 s \| \| \| 5.º \| Tyler Farrar \| Garmin-Sharp \| + 0 s \| \| \| 6.º \| Geraint Thomas \| Team Sky \| + 0 s \| \| \| 7.º \| Klaas Lodewyck \| BMC Racing Team \| + 0 s \| \| \| 8.º \| Barry Markus \| Vacansoleil-DCM \| + 0 s \| \| \| 9.º \| Yauheni Hutarovich \| AG2R La Mondiale \| + 0 s \| \| \| 10.º \| Kenny van Hummel \| Vacansoleil-DCM \| + 0 s \| \| |                      |                  |                 |
| |                      |                  |                 |
| |                      |                  |                 |
| Clasificación de la etapa |                      |                  |                 |
| Ciclista | Ciclista             | Equipo           | Tiempo          |
| 1.º | André Greipel        | Lotto-Belisol    | 1 h 52 min 59 s |
| 2.º | Mark Renshaw         | Blanco           | + 0 s           |
| 3.º | Edvald Boasson Hagen | Team Sky         | + 0 s           |
| 4.º | Matthew Goss         | Orica-GreenEDGE  | + 0 s           |
| 5.º | Tyler Farrar         | Garmin-Sharp     | + 0 s           |
| 6.º | Geraint Thomas       | Team Sky         | + 0 s           |
| 7.º | Klaas Lodewyck       | BMC Racing Team  | + 0 s           |
| 8.º | Barry Markus         | Vacansoleil-DCM  | + 0 s           |
| 9.º | Yauheni Hutarovich   | AG2R La Mondiale | + 0 s           |
| 10.º | Kenny van Hummel     | Vacansoleil-DCM  | + 0 s           |

| \| Clasificación general \| Clasificación general \| Clasificación general \| Clasificación general \| Clasificación general \| \| Ciclista \| Ciclista \| Equipo \| Tiempo \| \| \| --------------------- \| --------------------- \| --------------------- \| --------------------- \| --------------------- \| \| 1.º \| Tom Slagter \| Blanco \| 18 h 28 min 32 s \| \| \| 2.º \| Javi Moreno Bazán \| Movistar Team \| + 17 s \| \| \| 3.º \| Geraint Thomas \| Team Sky \| + 25 s \| \| \| 4.º \| Ion Izagirre \| Euskaltel Euskadi \| + 32 s \| \| \| 5.º \| Ben Hermans \| RadioShack-Leopard \| + 34 s \| \| \| 6.º \| Wilco Kelderman \| Blanco \| + 34 s \| \| \| 7.º \| Gorka Izagirre \| Euskaltel Euskadi \| + 36 s \| \| \| 8.º \| Daniele Pietropolli \| Lampre-Merida \| + 36 s \| \| \| 9.º \| Tiago Machado \| RadioShack-Leopard \| + 38 s \| \| \| 10.º \| Jussi Veikkanen \| FDJ \| + 41 s \| \| |                     |                    |                  |
| |                     |                    |                  |
| |                     |                    |                  |
| Clasificación general |                     |                    |                  |
| Ciclista | Ciclista            | Equipo             | Tiempo           |
| 1.º | Tom Slagter         | Blanco             | 18 h 28 min 32 s |
| 2.º | Javi Moreno Bazán   | Movistar Team      | + 17 s           |
| 3.º | Geraint Thomas      | Team Sky           | + 25 s           |
| 4.º | Ion Izagirre        | Euskaltel Euskadi  | + 32 s           |
| 5.º | Ben Hermans         | RadioShack-Leopard | + 34 s           |
| 6.º | Wilco Kelderman     | Blanco             | + 34 s           |
| 7.º | Gorka Izagirre      | Euskaltel Euskadi  | + 36 s           |
| 8.º | Daniele Pietropolli | Lampre-Merida      | + 36 s           |
| 9.º | Tiago Machado       | RadioShack-Leopard | + 38 s           |
| 10.º | Jussi Veikkanen     | FDJ                | + 41 s           |

## Clasificaciones finales

### Clasificación general
| \| Clasificación general \| Clasificación general \| Clasificación general \| Clasificación general \| Clasificación general \| \| Ciclista \| Ciclista \| Equipo \| Tiempo \| \| \| --------------------- \| --------------------- \| --------------------- \| --------------------- \| --------------------- \| \| 1.º \| Tom Slagter \| Blanco \| 18 h 28 min 32 s \| \| \| 2.º \| Javi Moreno Bazán \| Movistar Team \| + 17 s \| \| \| 3.º \| Geraint Thomas \| Team Sky \| + 25 s \| \| \| 4.º \| Ion Izagirre \| Euskaltel Euskadi \| + 32 s \| \| \| 5.º \| Ben Hermans \| RadioShack-Leopard \| + 34 s \| \| \| 6.º \| Wilco Kelderman \| Blanco \| + 34 s \| \| \| 7.º \| Gorka Izagirre \| Euskaltel Euskadi \| + 36 s \| \| \| 8.º \| Daniele Pietropolli \| Lampre-Merida \| + 36 s \| \| \| 9.º \| Tiago Machado \| RadioShack-Leopard \| + 38 s \| \| \| 10.º \| Jussi Veikkanen \| FDJ \| + 41 s \| \| |                     |                    |                  |
| |                     |                    |                  |
| Fuente: ProCyclingStats |                     |                    |                  |
| Clasificación general |                     |                    |                  |
| Ciclista | Ciclista            | Equipo             | Tiempo           |
| 1.º | Tom Slagter         | Blanco             | 18 h 28 min 32 s |
| 2.º | Javi Moreno Bazán   | Movistar Team      | + 17 s           |
| 3.º | Geraint Thomas      | Team Sky           | + 25 s           |
| 4.º | Ion Izagirre        | Euskaltel Euskadi  | + 32 s           |
| 5.º | Ben Hermans         | RadioShack-Leopard | + 34 s           |
| 6.º | Wilco Kelderman     | Blanco             | + 34 s           |
| 7.º | Gorka Izagirre      | Euskaltel Euskadi  | + 36 s           |
| 8.º | Daniele Pietropolli | Lampre-Merida      | + 36 s           |
| 9.º | Tiago Machado       | RadioShack-Leopard | + 38 s           |
| 10.º | Jussi Veikkanen     | FDJ                | + 41 s           |

### Clasificación de la montaña
| Clasificación de la montaña | Clasificación de la montaña | Clasificación de la montaña | Clasificación de la montaña | Clasificación de la montaña |
| Ciclista                    | Ciclista                    | Equipo                      | Puntos                      |                             |
| --------------------------- | --------------------------- | --------------------------- | --------------------------- | --------------------------- |
| 1.º                         | Javi Moreno Bazán           | Movistar Team               | 22 pts                      |                             |
| 2.º                         | Jack Bobridge               | Blanco                      | 20 pts                      |                             |
| 3.º                         | Geraint Thomas              | Team Sky                    | 16 pts                      |                             |
| 4.º                         | Simon Gerrans               | Orica-GreenEDGE             | 16 pts                      |                             |
| 5.º                         | Eros Capecchi               | Movistar Team               | 16 pts                      |                             |

### Clasificación de las metas volantes
| Clasificación por puntos | Clasificación por puntos | Clasificación por puntos | Clasificación por puntos | Clasificación por puntos |
| Ciclista                 | Ciclista                 | Equipo                   | Puntos                   |                          |
| ------------------------ | ------------------------ | ------------------------ | ------------------------ | ------------------------ |
| 1.º                      | Geraint Thomas           | Team Sky                 | 46 pts                   |                          |
| 2.º                      | André Greipel            | Lotto-Belisol            | 45 pts                   |                          |
| 3.º                      | Tom Slagter              | Blanco                   | 41 pts                   |                          |
| 4.º                      | Javi Moreno Bazán        | Movistar Team            | 37 pts                   |                          |
| 5.º                      | Mark Renshaw             | Blanco                   | 36 pts                   |                          |

### Clasificación de los jóvenes
| Clasificación del mejor joven | Clasificación del mejor joven | Clasificación del mejor joven | Clasificación del mejor joven | Clasificación del mejor joven |
| Ciclista                      | Ciclista                      | Equipo                        | Tiempo                        |                               |
| ----------------------------- | ----------------------------- | ----------------------------- | ----------------------------- | ----------------------------- |
| 1.º                           | Tom Slagter                   | Blanco                        | 18 h 28 min 32 s              |                               |
| 2.º                           | Ion Izagirre                  | Euskaltel Euskadi             | + 32 s                        |                               |
| 3.º                           | Wilco Kelderman               | Blanco                        | + 34 s                        |                               |
| 4.º                           | Kenny Elissonde               | FDJ                           | + 54 s                        |                               |
| 5.º                           | George Bennett                | RadioShack-Leopard            | + 1 min 02 s                  |                               |

### Clasificación por equipos
| Clasificación por equipos | Clasificación por equipos | Clasificación por equipos | Clasificación por equipos |
| Equipo                    | Equipo                    | Tiempo                    |                           |
| ------------------------- | ------------------------- | ------------------------- | ------------------------- |

### Más agresivo
| Posición | Ciclista       | Equipo |
| -------- | -------------- | ------ |
|          | Geraint Thomas | Sky    |

## Evolución de las clasificaciones
| Etapa (Vencedor)           | Clasificación general | Clasificación de la montaña | Clasificación de los sprints | Clasificación de los jóvenes | Clasificación por equipos | Trofeo del más agresivo        |
| -------------------------- | --------------------- | --------------------------- | ---------------------------- | ---------------------------- | ------------------------- | ------------------------------ |
| 1.ª etapa (André Greipel)  | André Greipel         | Jordan Kerby                | André Greipel                | Arnaud Démare                | Lampre-Merida             | Jordan Kerby                   |
| 2.ª etapa (Geraint Thomas) | Geraint Thomas        | Geraint Thomas              | Daniele Pietropolli          | Tom Slagter                  | RadioShack Leopard        | Christopher Juul               |
| 3.ª etapa (Tom Slagter)    | Geraint Thomas        | Geraint Thomas              | Geraint Thomas               | Tom Slagter                  | RadioShack Leopard        | Simon Clarke                   |
| 4.ª etapa (André Greipel)  | Geraint Thomas        | Jack Bobridge               | André Greipel                | Tom Slagter                  | RadioShack Leopard        | Philippe Gilbert Damien Howson |
| 5.ª etapa (Simon Gerrans)  | Tom Slagter           | Javier Moreno               | Tom Slagter                  | Tom Slagter                  | RadioShack Leopard        | Thomas de Gendt                |
| 6.ª etapa (André Greipel)  | Tom Slagter           | Javier Moreno               | Geraint Thomas               | Tom Slagter                  | RadioShack Leopard        | Geraint Thomas                 |
| Final                      | Tom Slagter           | Javier Moreno               | Geraint Thomas               | Tom Slagter                  | RadioShack Leopard        | Geraint Thomas                 |